# Birmingham (Michigan)
Birmingham – miasto w Stanach Zjednoczonych, w stanie Michigan, w hrabstwie Oakland.